# Ş
La S cedilla o S caudata (Ş o ş) es una letra usada en turco, azerí, tártaro, tártaro de Crimea, kurdo y lenguas turkmenias.  Su pronunciación es siempre fricativa postalveolar sorda: «sh» [ʃ].
A veces se usa para representar la letra rumana Ș/ș (S con coma) en los sistemas que no tienen este último signo, como en Timișoara; y también se utiliza para representar una S faringealizada al transliterar lenguas como el árabe, aunque lo habitual es valerse de ṣ.
Esta letra es llamada también como Sherta.

## Ejemplos
En turco, se da en muchas palabras: Eskişehir, Şımarık, Teşekkür...
También hay nombres con Ş, como: Hakan Şükür, Hasan Şaş, Rüştü Reçber, Şaban entre otros.